# Куш-Ім'ян
Куш-Ім'я́н (рос. Куш-Имян, башк. Ҡушимән) — присілок у складі Янаульського району Башкортостану, Росія. Входить до складу Месягутовської сільської ради.
Населення — 3 особи (2010; 9 у 2002).
Національний склад:
- башкири — 100 %

Стара назва — Куш-Ім'як.